# Friedrich Ehmann
Friedrich Ehmann est un as allemand de la Première Guerre mondiale, crédité de huit victoires aériennes confirmées. Ehmann abat en mars et avril 1917 deux des meilleurs pilotes australiens de la guerre : Richard Minifie (en) et Robert A. Little. Tous deux s'en sortent vivants, mais Minifie est fait prisonnier.

## Biographie
La jeunesse de Friedrich Ehmann n'est pas connue, tout comme son lieu ou sa date  de naissance. Toutefois, il reçoit au cours de sa carrière la médaille de l'Ordre du Mérite militaire, une distinction que le royaume de Wurtemberg n'accorde qu'à ses citoyens.
Il apparaît pour la première fois dans les registres de l'armée de l'air allemande en octobre 1917, lorsqu'il fait en vain une réclamation de victoire. Ehmann est alors membre de la Kampfeinsitzerstaffel 5 (escadrille de chasseurs monoplace 5), une unité sous le commandement de Walter Kypke (en). Lorsque Kypke reçoit en décembre 1917 le commandement de la Jagdstaffel 47 (en) nouvellement créée, il prend avec lui quatre pilotes de son ancienne escadrille pour en faire des cadres expérimentés chargés d'encadrer les autres pilotes, nouvellement arrivés au front. Friedrich Ehmann fait partie de ces cadres.
Le 11 mars 1918, il remporte sa première victoire homologuée en abattant un Sopwith au-dessus de Zonnebeke, en Belgique. Le 17, il abat le Sopwith Camel de Richard Minifie (en), entraînant la capture du pilote australien, et remporte une troisième victoire le lendemain. La Jasta 47 est ensuite déplacée plus au sud pour soutenir les opérations de la 6e armée dans les environs d'Hazebrouck. Ehmann remporte deux victoires lors du mois d'avril, d'abord en endommageant gravement un Camel qu'il force à atterrir à Frelinghien le 12, puis en abattant un autre Camel piloté par Robert A. Little le 21. Comme Minifie avant lui, Little survit à sa rencontre avec Ehmann, mais n'est pas fait prisonnier. Cette cinquième victoire permet à Friedrich Ehmann de devenir un as. Il remporte trois autres victoires en mai (dont deux sur la seule journée du 28), qui seront ses dernières.
Le 18 octobre 1918, il est le dernier pilote de chasse wurtembergeois à recevoir l'Ordre du Mérite militaire. Friedrich Ehmann survit à la Première Guerre mondiale, mais le reste de sa vie n'est pas connu.